# Dipsacus lijiangensis
Dipsacus lijiangensis là một loài thực vật có hoa trong họ Kim ngân. Loài này được Ai & H.B. Chen mô tả khoa học đầu tiên năm 1990.